# Distretto di Pardo Miguel
Il distretto di Pardo Miguel è uno dei nove distretti  della provincia di Rioja, in Perù. Si trova nella regione di San Martín e si estende su una superficie di 1.131,87 chilometri quadrati.

Istituito il 26 dicembre 1984, ha per capitale la città di Naranjos; al censimento 2005 contava 16.440 abitanti.